# Gjoko Taneski
Gjoko Taneski é um cantor da Macedónia.
Representou o  seu país, a Macedónia, no Festival Eurovisão da Canção 2010, em Oslo, Noruega, com a música Jas ja imam silata, cantada exclusivamente em macedónio.